# Synagoge Tetz
Die Synagoge Tetz stand im  Linnicher Ortsteil Tetz im Kreis Düren in Nordrhein-Westfalen.
1843 gab es in Tetz 36 Juden. Die jüdische Gemeinde Tetz war eine Spezialgemeinde des Synagogenbezirks Jülich.

## Synagoge
Bereits in der Mitte des 18. Jahrhunderts ist ein Bethaus in einem Zimmer genannt. Nähere Information dazu sind nicht mehr bekannt.
Die in der Mitte des 19. Jahrhunderts erbaute Synagoge stand in der heutigen Lambertusstraße 62 und wurde 1927/28, ebenso wie der Friedhof, aufgegeben.